# Reakcja Buchwalda-Hartwiga
Reakcja Buchwalda-Hartwiga – reakcja tworzenia wiązania węgiel–azot poprzez sprzęganie halogenków aromatycznych (lub pseudohalogenków) z aminami w obecności katalizatora palladowego. Reakcję prowadzi się w podwyższonej temperaturze w obecności mocnej zasady. Produktami są aminy aromatyczne:
Została opracowana w połowie lat 90. XX w., niezależnie przez zespoły Johna Hartwiga (Department of Chemistry, Uniwersytet Yale) i Stephena Buchwalda (Department of Chemistry, Massachusetts Institute of Technology). Jest uważana za fundamentalną reakcję w syntezie chemicznej. Należy do przemian chemicznych najczęściej wykorzystywanych w przemyśle farmaceutycznym i agrochemicznym.